# Listă de libelule din Republica Moldova
Lista speciilor de libelule din Republica Moldova.

## SubordinulZygoptera

### FamiliaCalopterygidae
- Calopteryx (Leach, 1815)
  - Calopteryx splendens (Harris, 1782)

### FamiliaLestidae
- Lestes (Leach, 1815)
  - Lestes barbarus (Fabricius, 1798)
  - Lestes macrostigma (Eversmann, 1836)
  - Lestes parvidens (Artobolevsky, 1929)
  - Lestes sponsa (Hansemann, 1823)
- Sympecma (Burmeister, 1839)
  - Sympecma fusca (Vander Linden, 1820)

### FamiliaPlatycnemididae
- Platycnemis (Burmeister, 1839)
  - Platycnemis pennipes (Pallas, 1771)

### FamiliaCoenagrionidae
- Coenagrion (Kirby, 1890)
  - Coenagrion ornatum (Selys, 1850) 
  - Coenagrion puella (Linnaeus, 1758) 
  - Coenagrion pulchellum (Vander Linden, 1825)
  - Coenagrion scitulum (Rambur, 1842)
- Enallagma (Charpentier, 1840)
  - Enallagma cyathigerum (Charpentier, 1840)
- Erythromma (Charpentier, 1840)
  - Erythromma lindenii (Selys, 1840)
  - Erythromma viridulum (Charpentier, 1840)
- Ischnura (Charpentier, 1840)
  - Ischnura elegans (Vander Linden, 1820)
  - Ischnura pumilio (Charpentier, 1825)
- Nehalennia (Selys, 1850)
  - Nehalennia speciosa (Charpentier, 1840)

## SubordinulAnisoptera

### FamiliaAeshnidae
- Aeshna (Fabricius, 1775)
  - Aeshna affinis (Vander Linden, 1820)
  - Aeshna juncea (Linnaeus, 1758)
  - Aeshna mixta (Latreille, 1805)
- Anax (Leach, 1815)
  - Anax imperator (Leach, 1815)
  - Anax parthenope (Selys, 1839)

### FamiliaCorduliidae
- Somatochlora (Selys, 1871)
  - Somatochlora flavomaculata (Vander Linden, 1825)

### FamiliaLibellulidae
- Crocothemis (Brauer, 1868)
  - Crocothemis erythraea (Brullé, 1832)
- Leucorrhinia (Brittinger, 1850)
  - Leucorrhinia pectoralis (Charpentier, 1825)
- Libellula (Linnaeus, 1758)
  - Libellula depressa (Linnaeus, 1758)
  - Libellula quadrimaculata (Linnaeus, 1758)
- Orthetrum (Newman, 1833)
  - Orthetrum albistylum (Selys, 1848)
  - Orthetrum brunneum (Fonscolombe, 1837)
  - Orthetrum cancellatum (Linnaeus, 1758)
- Sympetrum (Newman, 1833)
  - Sympetrum depressiusculum (Selys, 1841)
  - Sympetrum flaveolum (Linnaeus, 1758)
  - Sympetrum meridionale (Selys, 1841)
  - Sympetrum sanguineum (Müller, 1764)
  - Sympetrum striolatum (Charpentier, 1840)
  - Sympetrum vulgatum (Linnaeus, 1758)